# Josef Hora
Josef Hora (Roudnice nad Labem, Bohèmia, 1891 — Praga, 1945) va ser un poeta txec. De tendència socialista, la seva poesia destaca pel seu lirisme i misticisme.

## Obres
- Básně (‘Poemes', 1915)
- Strom v květu (‘L'arbre en flor’, 1920)
- Srdce a vrǎva světa (‘El cor i el caos del món', 1922)
- Deset let (‘Deu anys', 1929)
- Tvuj hlas (‘La teva veu’, 1930)
- Dvě minuty ticha (‘Dos minuts de silenci’, 1934).